# Argyripnus hulleyi
Argyripnus hulleyi är en fiskart som beskrevs av Quéro, Spitz och Vayne 2009. Argyripnus hulleyi ingår i släktet Argyripnus och familjen pärlemorfiskar. Inga underarter finns listade i Catalogue of Life.